# Asociación 11-M Afectados del Terrorismo
La Asociación 11-M Afectados del Terrorismo es una asociación suprapartidaria y aconfesional, nombrada entidad de utilidad pública, formada inicialmente por víctimas y familiares de víctimas de los atentados del 11 de marzo de 2004 en Madrid. Actualmente acoge a todo tipo de afectados del terrorismo nacionales e internacionales y también acepta la figura del "socio solidario" o colaborador, aunque no sea víctima directa del terrorismo. La Asociación está inscrita  inscritos en el Registro Nacional de Asociaciones en el Grupo 1 Sección 1 con el número 586.929 y en el Registro de Asociaciones de la Comunidad de Madrid con el número 26.394.
Ha sido presidida por Pilar Manjón hasta 2016 y por Eulogio Paz hasta 2024.

## Historia

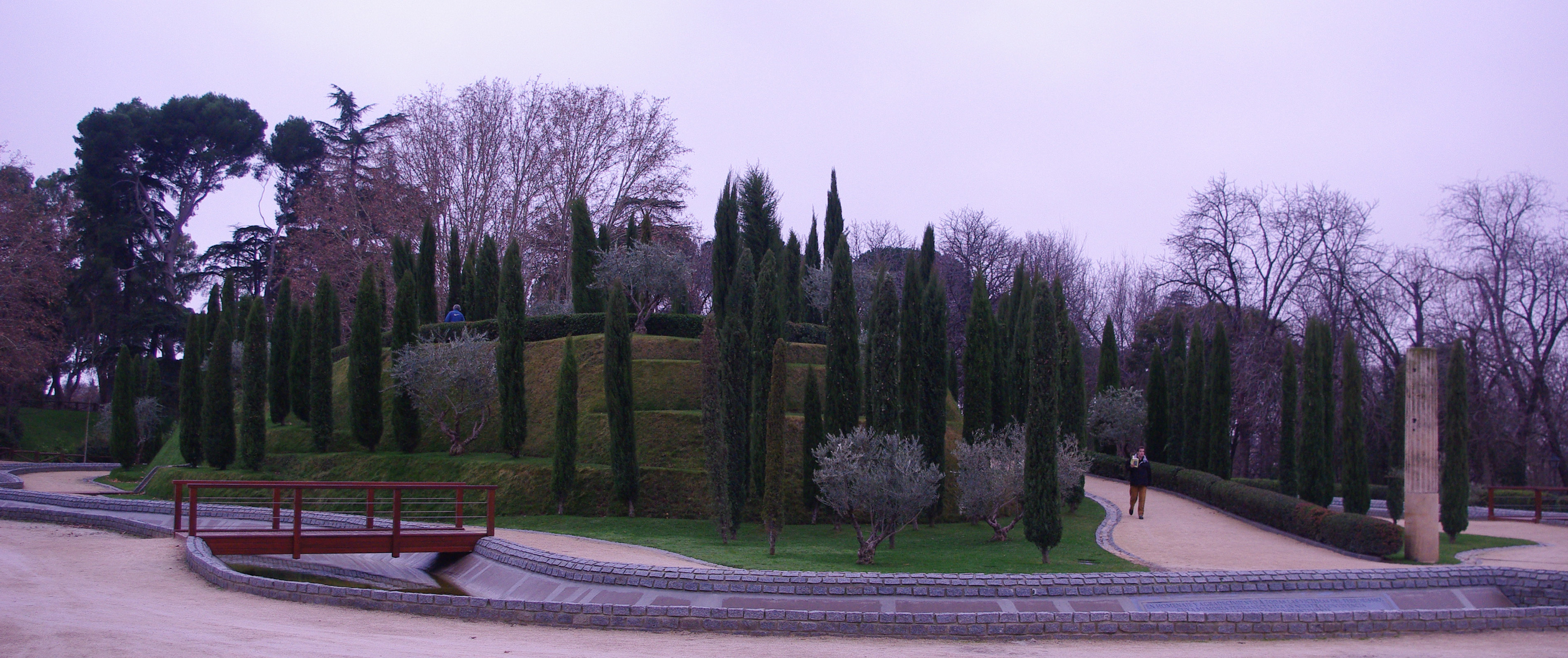
Monumento a los ausentes, en recuerdo de las víctimas del 11-M.

La Asociación fue constituida en Madrid en 2004 por afectados (familiares y víctimas) de los atentados yihadistas del 11 de marzo de ese mismo año, ciudadanos "cuyo inmenso dolor nos empujó a aunar nuestras fuerzas, con el empeño decidido por conocer la VERDAD, la necesidad vital de conseguir JUSTICIA Y REPARACIÓN y el firme propósito de que la victoria de nuestro dolor sea la PAZ, y en esa misión colectiva quisimos integrarnos en una Asociación". También hubo inicialmente afectados que no estaban satisfechos con el asesoramiento y apoyo recibidos hasta el momento. Por unos motivos u otros y en conjunto, acogió a un importante número de familiares y víctimas directas.
Quizá el momento más recordado de la Asociación fue a raíz de la comparecencia de Pilar Manjón en el Congreso de los Diputados el 15 de diciembre de 2004 cuando, en representación de todos los miembros de la Asociación, leyó un manifiesto consensuado ante la Comisión de Investigación que se formó con el objetivo de esclarecer los hechos y actuaciones relacionadas con los atentados. En dicho manifiesto, la Asociación pidió transparencia en la investigación y apoyo a las víctimas para que no fuesen utilizadas como armas políticas, como sucedió con las teorías de la conspiración del 11 M.  
La Asociación 11-M Afectados del Terrorismo ha recibido las críticas del PP y de sus medios afines, que la acusaron de dejarse llevar por deseos de venganza contra Aznar y de obedecer a los dictados del PSOE. Por el contrario, la Asociación de Ayuda a las Víctimas del 11-M pertenece, según sus detractores, a una esfera más próxima al PP y a las denominadas teorías de la conspiración del 11M defendidas desde la COPE y Libertad Digital. 
Comparativamente, la Asociación 11-M Afectados del Terrorismo tiene unas 2000 víctimas de los atentados entre sus socios, la AVT cuenta con unos 300 socios víctimas del 11-M. La Asociación de Ayuda a las Víctimas del 11-M aseguraba tener unos 500 afiliados, pero se disolvió en 2024.
En marzo del 2005 la Asociación 11-M Afectados del Terrorismo anunció que iba a emprender acciones judiciales contra el juez de la Audiencia Nacional, Juan del Olmo, al no permitir este la personación como acusación particular a un importante número de afectados por el atentado. Manjón afirmó después que su Asociación era la única que podía demostrar que todos sus miembros eran víctimas reconocidas por el Estado, porque su libro de socios fue auditado para poder personarse como parte en el primer juicio de los atentados del 11-M. Finalmente, pudo personarse y  La Asociación 11-M Afectados del Terrorismo tuvo una labor crucial actuando como acusación popular, independiente de otras, en el Juicio por los atentados del 11 de marzo de 2004 (Sumario 20/04) celebrado en la Audiencia Nacional entre febrero y octubre de 2007 contra los 29 imputados por el atentado, cuya Sentencia se publicó el 31 de octubre de 2007 y el recurso y Sentencia del Tribunal Supremo que se dictó el 17 de julio de 2008.
La Asociación presidida por Pilar Manjón insistió en la responsabilidad de José María Aznar y de su gobierno por haber implicado a España en la Guerra de Irak, e insistió en que los atentados del 11 de marzo de 2004 fueron consecuencia directa de este hecho, aunque la sentencia no secunda esa información.

## Acciones por la paz y el recuerdo
La Asociación ha recibido numerosos premios y reconocimientos que han tomado forma en la exposición "Trazos y Puntadas para el Recuerdo" . En ella se reúne buena parte del abundante conjunto de regalos que la Asociación ha recibido desde sus inicios en forma de cuadros, esculturas, litografías, poemas, tapices de patchwork, premios, canciones, etc., teniendo un enfoque didáctico y de reflexión y pretendiendo, a su vez, ser un vehículo de agradecimiento a todas aquellas personas que arroparon a los afectados con dichas muestras de afecto solidario. Hoy en día es una muestra itinerante que ya ha visitado diversas ciudades como Alcalá de Henares, Bilbao o Colmenarejo. Ver Reconocimientos
En septiembre de 2006 recibió en Zaragoza el premio anual a la "Entidad asociativa" que celebra anualmente la Fundación Lola Soler.
Desde este mismo mes de septiembre de 2006 es miembro fundador, junto con otras 19 asociaciones de todo el mundo, de la International Network for Peace -Red Internacional por la Paz Sitio web en español; International Network for Peace Sitio web en inglés-. La INP es una red global de organizaciones compuestas por personas que han perdido a sus seres queridos o han sido afectados directos de guerras, armas nucleares, terrorismo, genocidio, crimen organizado y violencia política. Su misión consiste en trabajar conjuntamente para romper las espirales de violencia y venganza, el compromiso de honrar las memorias de las víctimas y la dignidad de los supervivientes y tiene como tarea transformar el dolor y la pérdida de los afectados por violencia política en acciones por la paz. 
La Asociación también es miembro de la red SAVE (Sisters Against Violent Extremism), organizada desde Viena por Mujeres sin Fronteras. SAVE surgió en diciembre de 2008 y en el primer encuentro participaron mujeres de diversas asociaciones de los cinco continentes. Su objetivo es buscar alternativas a las respuestas violentas mediante el diálogo y la tolerancia.  Archivado el 2 de marzo de 2009 en Wayback Machine.

## Financiación
Las diferentes administraciones destinan fondos para la financiación de las organizaciones que defienden a las víctimas del terrorismo. En la financiación de la Asociación 11-M Afectados del Terrorismo destaca el hecho de haber sido excluida de estos fondos por la Comunidad de Madrid.
En marzo de 2006 la Asociación denuncia la indiferencia que con ellos está teniendo la Comunidad de Madrid presidida por Esperanza Aguirre. Afirman que otras asociaciones, como la AVT o la Asociación de Ayuda a las Víctimas del 11-M, sí han recibido subvenciones e incluso se las ha dotado de más y mejores medios mientras que a ellos se les ha ignorado por completo  Archivado el 6 de marzo de 2007 en Wayback Machine.. La Comunidad Autónoma contesta diciendo que la Asociación de Pilar Manjón se ha visto favorecida por el Gobierno Central, beneficiándose del 71,4% de lo recaudado para las víctimas del 11-M, por el Organismo Nacional de Loterías entre sus trabajadores y administraciones asociadas (el resto fue a parar a la Fundación de Víctimas del Terrorismo, dependiente del Ministerio del Interior español) .
En diciembre de 2007, por cuarto año consecutivo, los presupuestos de la Comunidad de Madrid no incluyen subvenciones a la Asociación 11-M Afectados del Terrorismo , pese a residir casi todos sus miembros en dicha Comunidad. Como en años anteriores, la Comunidad de Madrid indica que  "la Administración regional da subvenciones a todas las asociaciones de víctimas que han presentado proyectos pero cuando no se presentan proyectos y no hay ningún otro tipo de petición es imposible financiarlos". La Comunidad recoge en su presupuesto "todos los proyectos que se han presentado, sin distinción de que vayan dirigidos a víctimas de los atentados del 11 de marzo o de ETA".
- Ver Estatutos.